# Marcin ze Słupcy
Marcin ze Słupcy inna forma nazwiska: Martinus de Slupcza, (ur. przed 1420 w Słupcy, zm. II połowa XV w.) – poeta, doktor dekretów Akademii Krakowskiej.

## Życiorys
Był synem Olbrachta (Alberta lub Wojciecha), prawdopodobnie niemieckiego mieszczanina ze Słupcy (wschodnia Wielkopolska). Ojciec dbał o jego wykształcenie i po ukończeniu nauk przygotowujących w roku 1436 zapisał go na Akademię Krakowską. W roku 1437 uzyskał stopień bakałarza, a w 1441 tytuł magistra. Po ukończeniu studiów opuścił Kraków, powrócił do Słupcy, a w latach 1446-1447 wykładał o poetach rzymskich słupeckiej młodzieży, m.in. Janowi ze Słupcy, późniejszemu kanonikowi katedry gnieźnieńskiej, dla którego był stryjem. Wykłady te odbywały się w szkole mieszczącej się przy kościele św. Wawrzyńca. W międzyczasie uzyskał tytuł doktora dekretów. W roku 1447 wyjechał do Poznania, gdzie został rektorem szkoły katedralnej. W roku 1456 został powołany ponownie na Uniwersytet Krakowski i wykładał Owidiusza.

## Twórczość
Zachował się po nim 3 utwory wierszem pisane:
- Epitafium na cześć Andrzeja Łaskarza (Epithaphium Lascarii, archiepiscopi gnesnensis), wiersz liczący 55 heksametrów, ogł. A. Brückner "Średniowieczna poezja łacińska w Polsce", cz. 2, Rozprawy AU Wydział Filologiczny, t. 16 (1892) i odb.
- Epitafium na cześć Wincentego z Szamotuł (Epithaphium Domini Vincencii, heredis Szamotuliensis), nagrobek kasztelana międzyrzeckiego Wincentego z Szamotuł, wiersz liczący 79 heksametrów, ogł. A. Brückner "Średniowieczna poezja łacińska w Polsce", cz. 2, Rozprawy AU Wydział Filologiczny, t. 16 (1892) i odb.
- Mavors o Davidicus (sekwencja o swoim imienniku św. Marcinie w dziesięciu zwrotkach rymowanych, z akrostychem: Martinus de Slupcza), wyd. krytyczne H. Kowalewicz "Cantica Medii Aevi Polono-latina", t. 1: Sequentiae, Warszawa 1964, Bibl. Latina Medii et Recentioris Aevi, t. 14

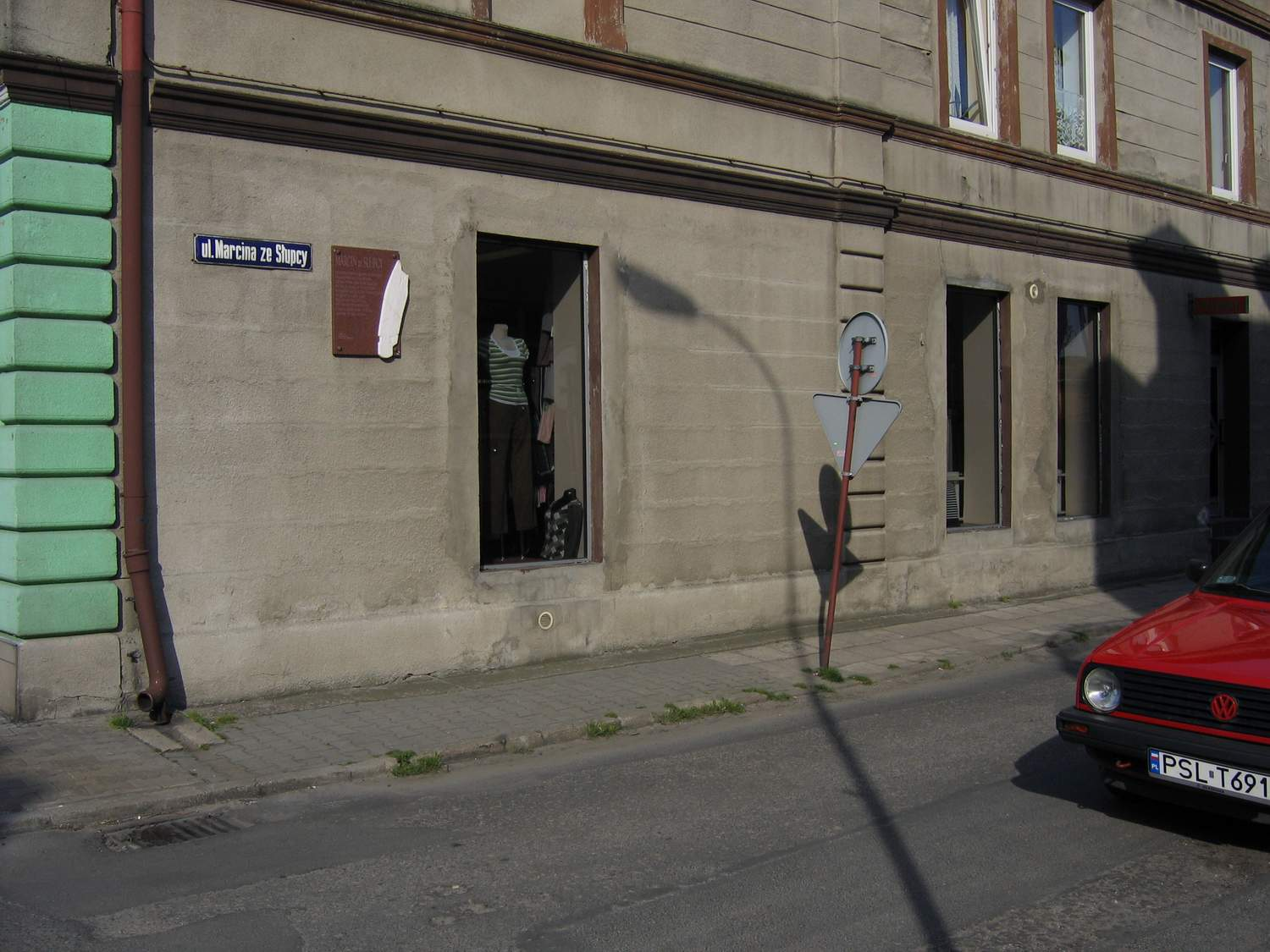
Ulica Marcina ze Słupcy, Słupca

Podczas pracy w Słupcy przekopiował też poemat Bernarda z Giertu pt. Palponistos. Język jego wierszy i styl jest trudno zrozumiały, obfituje w bardzo dziwaczne wyrazy i zwroty o treści typowej dla ówczesnych epitafiów literackich, czy sekwencji. Przy pisaniu posługiwał się dziełami Persjusza, Owidiusza, Wergiliusza i Ilias Latina, a także autorów średniowiecznych jak Jana z Garlandii. Z sekwencji o swoim imienniku można wnioskować, że znał dobrze legendę o św. Marcinie. Utwory jego nie miały wysokiego poziomu i trwałej wartości literackiej. Zapomniane nie wywarły wpływu na potomnych. Odkryte zostały przez A. Brücknera i opublikowane w 1892 roku oraz w 1964 przez Kowalewicza. Rękopis epitafiów spłonął w Warszawie w roku 1944 i tekst odczytać można jedynie z wydania A. Brücknera w zbiorze Średniowieczna poezja łacińska w Polsce.